# مکس فکتور
مکس فکتور (انگلیسی: Max Factor) خط تولید لوازم آرایشی از کوتی اینکورپوریتد است. این خط در سال ۱۹۰۹ توسط ماکس فاکتور تحت عنوان مکس فکتور اند کمپانی تأسیس شد. این خط در گریم سینما تخصص داشت. تا پیش از فروش ۵۰۰ میلیون دلاری در سال ۱۹۷۳، مکس فکتور اند کمپانی متعلق به چندین نسل از خانواده بود و در آن زمان به یک شرکت بین‌المللی تبدیل شد.